# Cathédrale Saint-Alexandre-Nevski de Novossibirsk
Cette  cathédrale n’est pas la seule cathédrale Saint-Alexandre-Nevski.
La cathédrale Saint-Alexandre-Nevski est une cathédrale orthodoxe de style néo-byzantin située à Novossibirsk en Russie (Sibérie). Elle se trouve au début de la rue Sovietskaïa.

## Histoire
La cathédrale est l'un des premiers bâtiments de Novonikolaïevsk (nom à l'époque impériale de la ville) à ne pas être construit en bois. Elle a été bâtie en briques rouges entre 1896 et 1899, dans une ville en expansion à cause de la construction récente du Transsibérien. Elle a été consacrée le 29 décembre 1899. Elle est devenue cathédrale en 1915.
La cathédrale a été fermée par les autorités soviétiques en 1937. Elle a été rendue au culte en 1989, un an après les fêtes du millénaire du baptême de la Russie et a reçu la visite du patriarche Alexis II en 1991 qui l'a bénie.

## Galerie

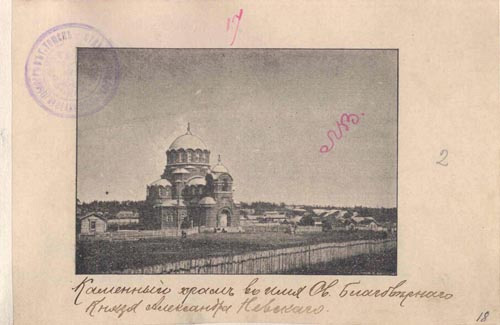
L'église en 1898
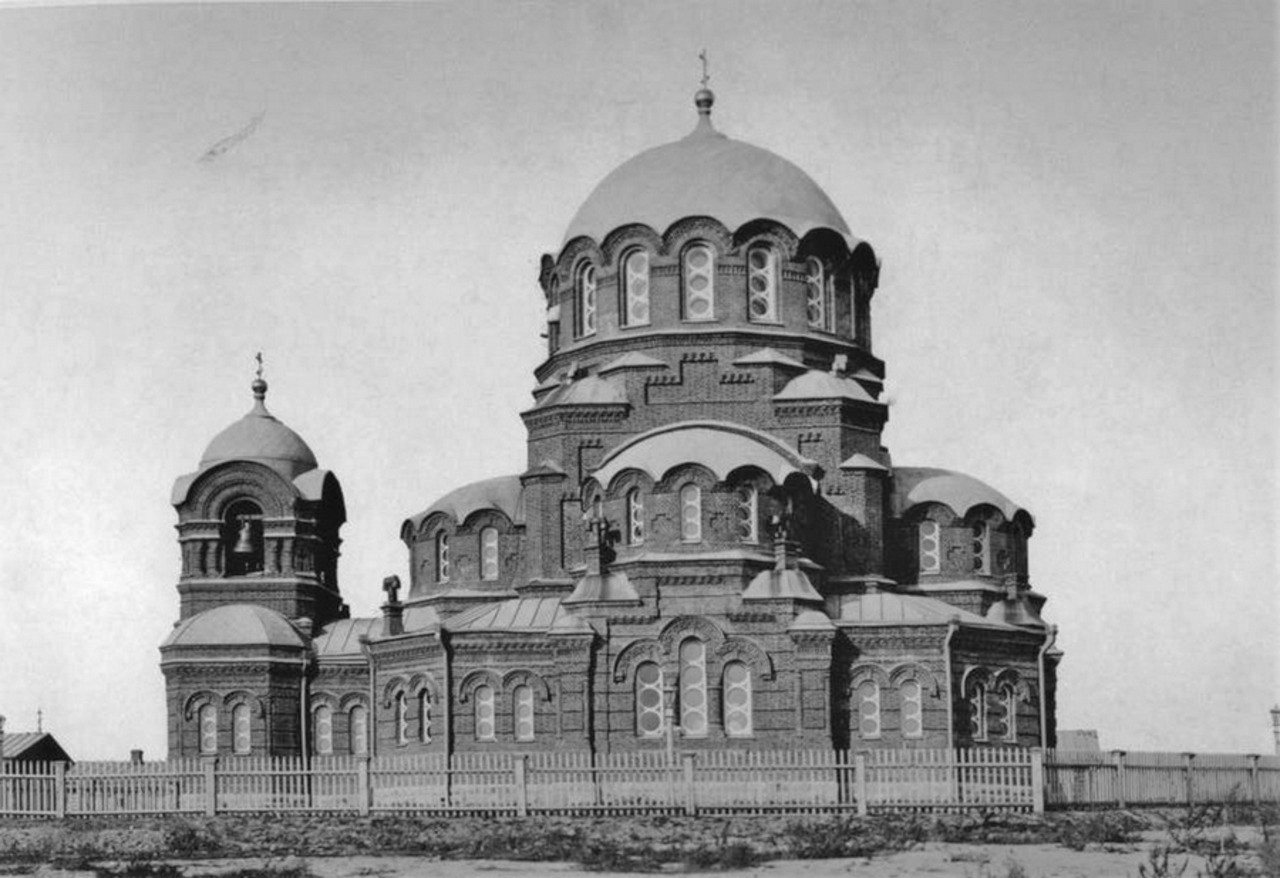
L'église en 1899
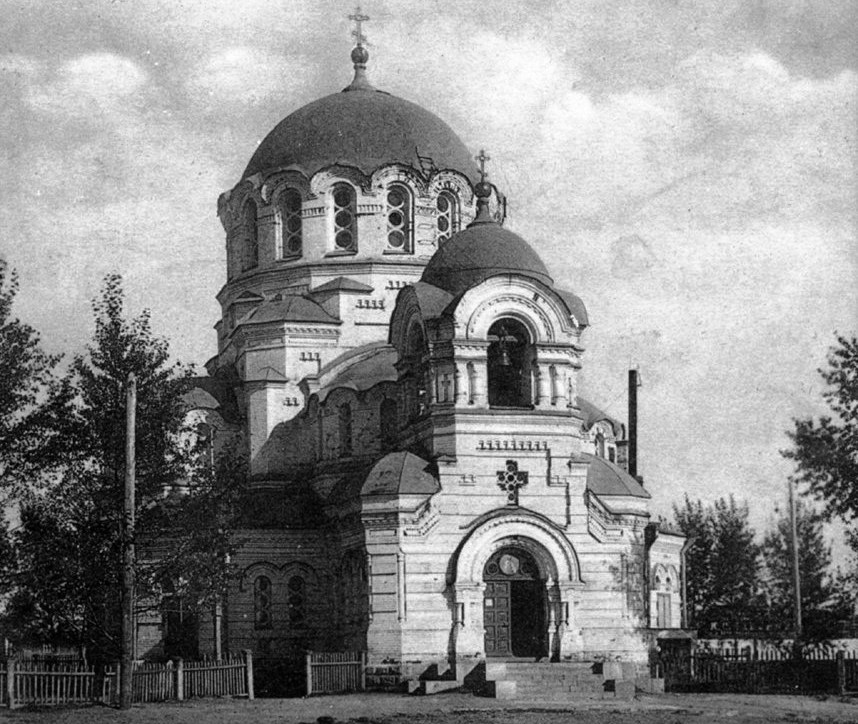
L'église en 1905
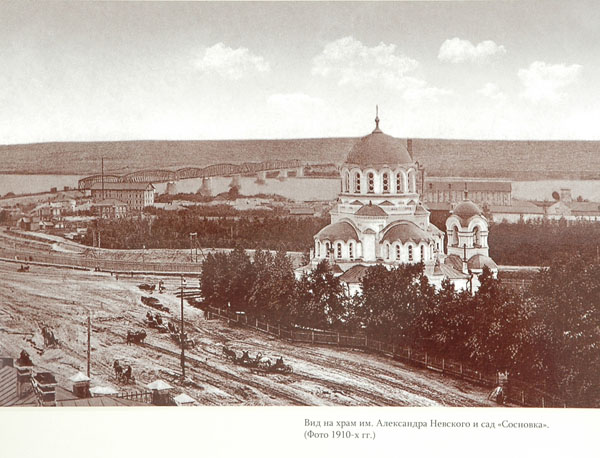
L'église en 1910
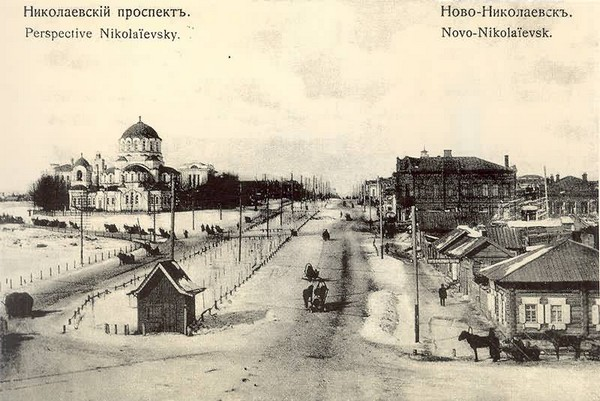
L'église en 1912

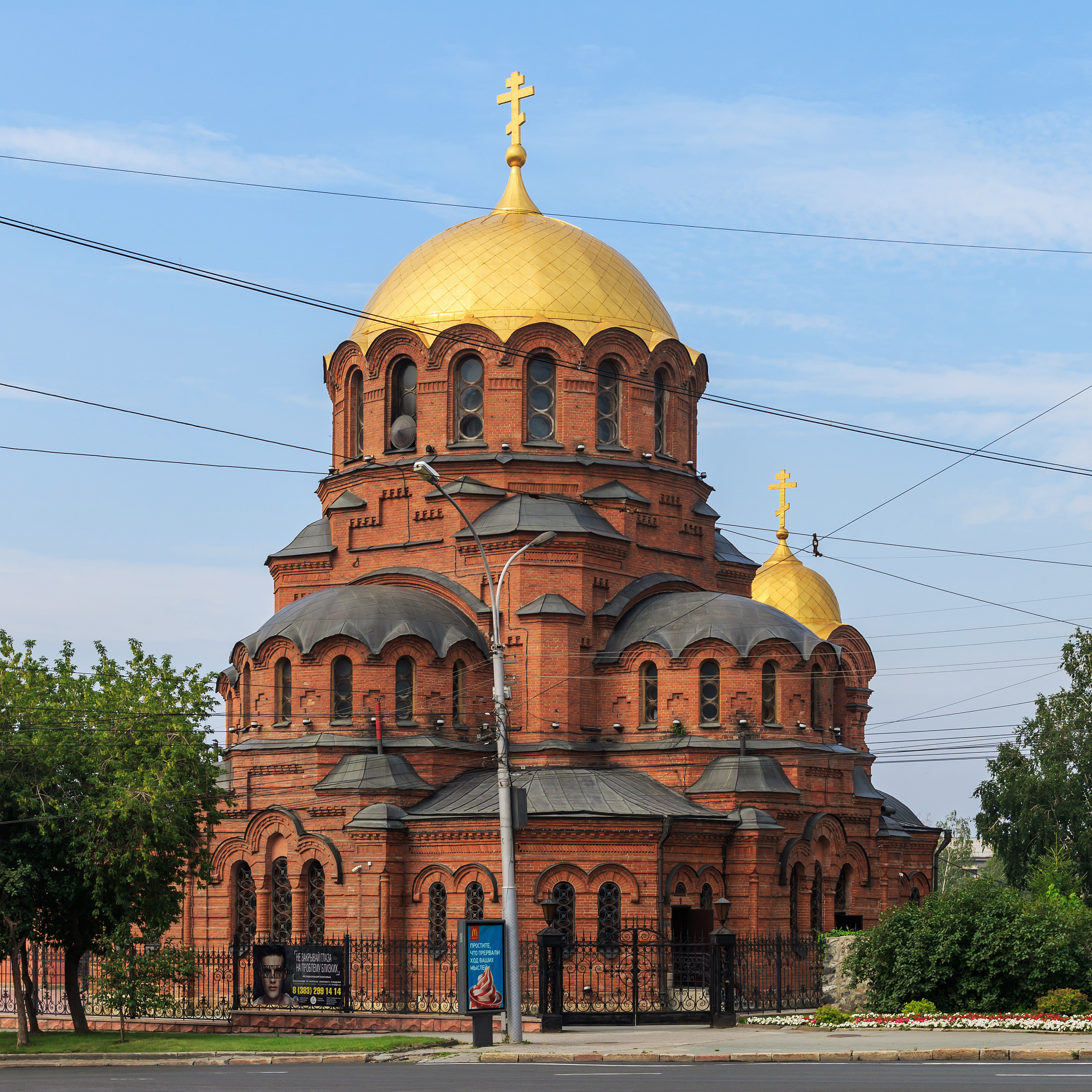
Vue récente de l'église
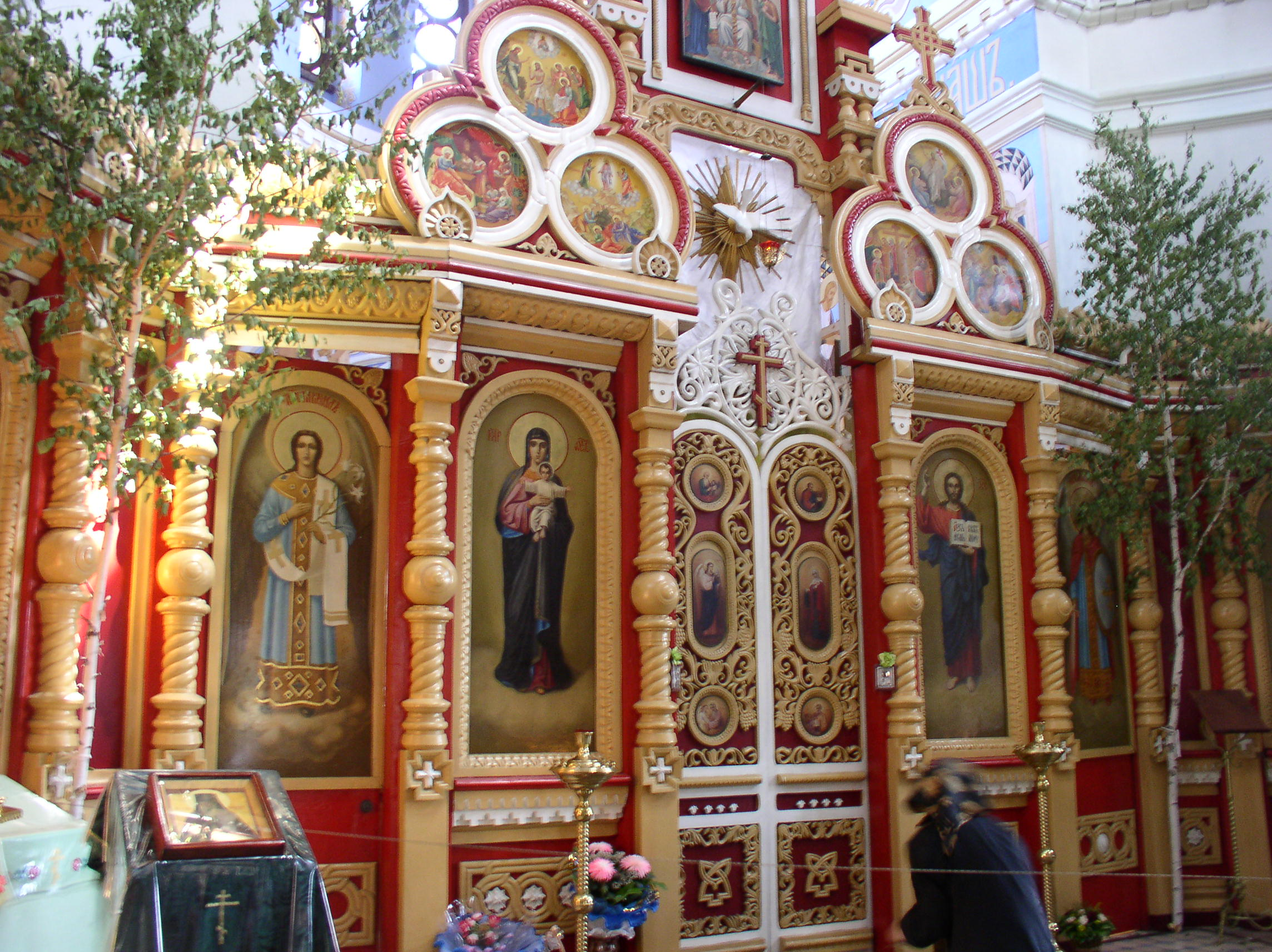
Vue de l'iconostase
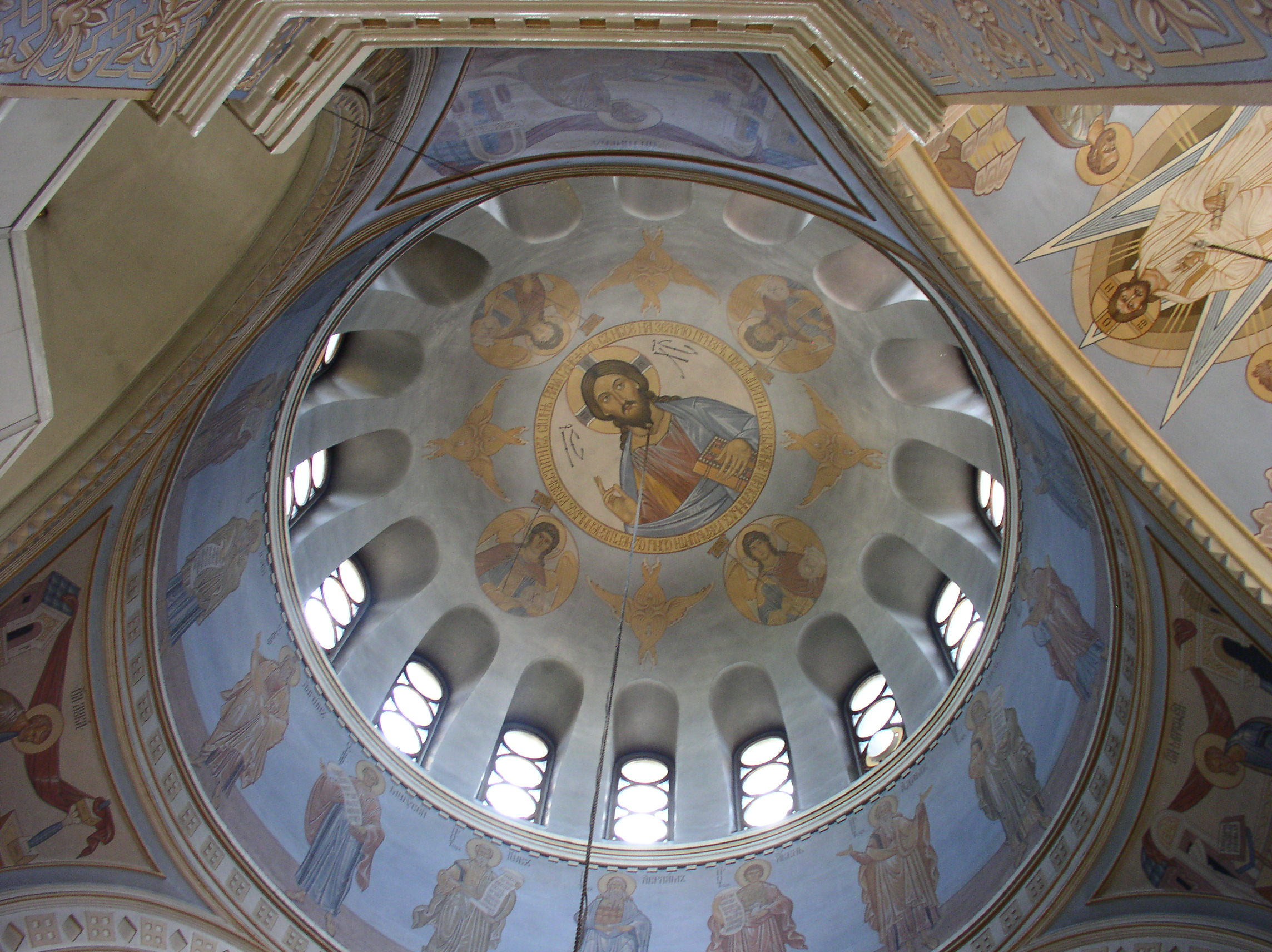
Vue de la coupole
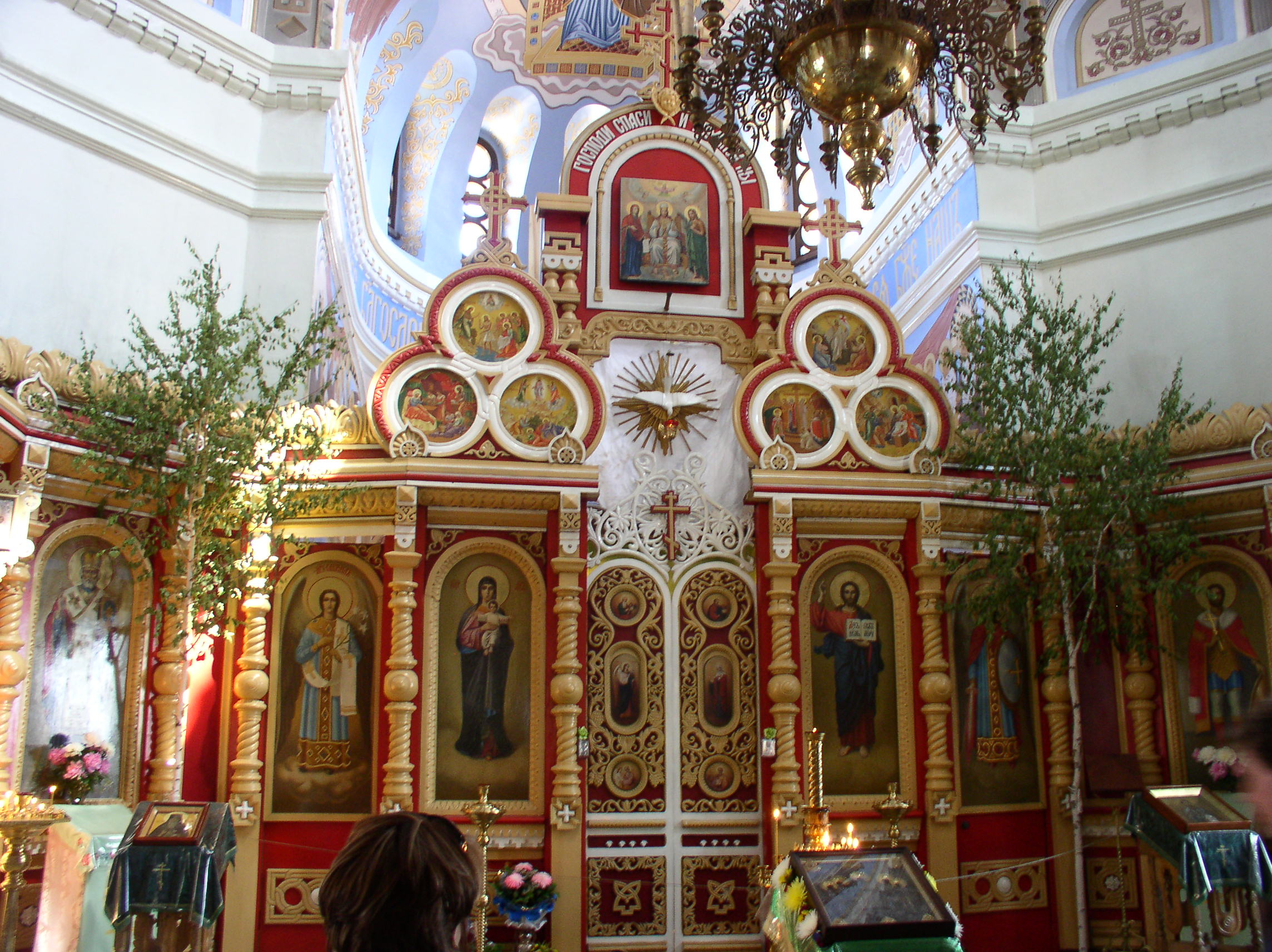
Vue de l'iconostase
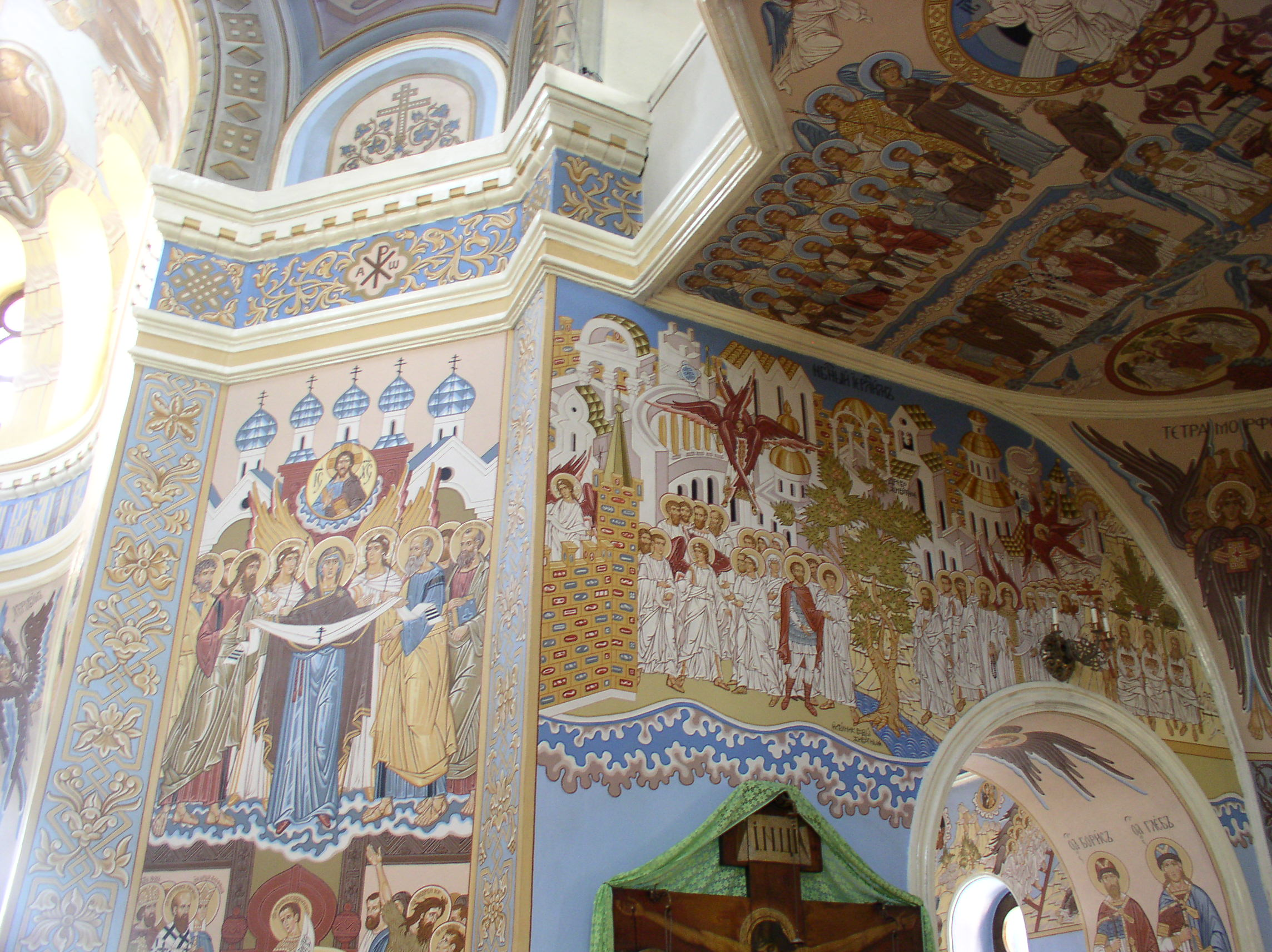
À gauche, la Protection de la Mère de Dieu (fête le 1er octobre)
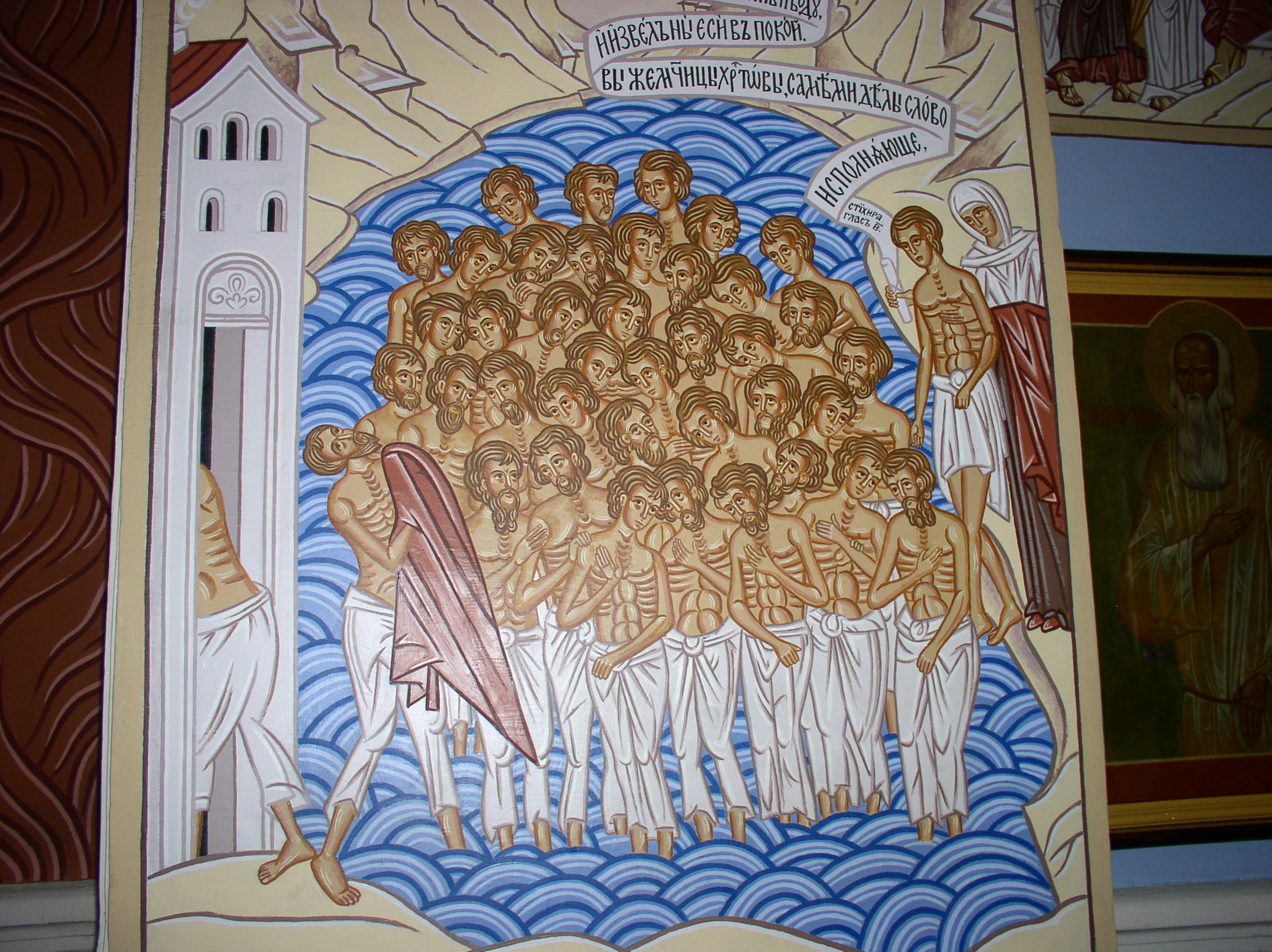
Les quarante martyrs de Sébaste (fête le 9 mars)